# Corsavy
Corsavy (Catalaans: Cortsaví) is een gemeente in het Franse departement Pyrénées-Orientales (regio Occitanie) en telt 225 inwoners (2009). De plaats maakt deel uit van het arrondissement Céret.

## Geografie
De oppervlakte van Corsavy bedraagt 48,5 km², de bevolkingsdichtheid is 4,6 inwoners per km².
Corsavy ligt net voor de Canigou in de streek van de Vallespir (= Catalaans voor de groene Vallei). In tegenstelling tot de rest van Roussillon is het een vochtige streek. Bijna het hele jaar door wordt de streek in de namiddag overdekt door een dik wolkenpak (het ideale klimaat dus om het jaar rond champignons te kunnen plukken).
De Aspres (= Catalaans voor dor en droog) en de Littoraal daarentegen liggen maar 30 km verder en profiteren daar niet van. Daar schijnt de zon meer dan 300 dagen per jaar.

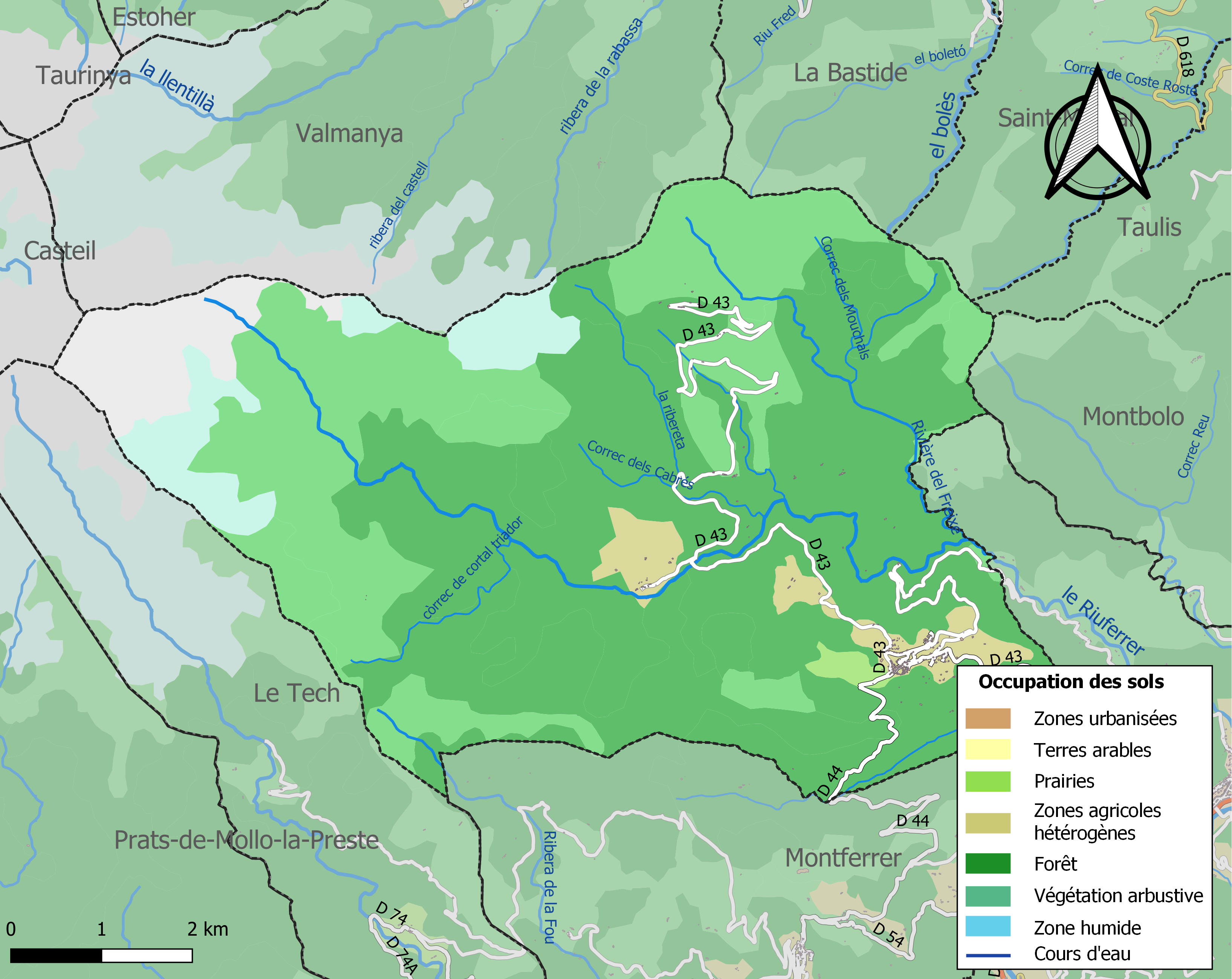
Kaart van de gemeente met de belangrijkste infrastructuur, bodemgebruik en omliggende gemeenten

## Demografie
Onderstaande figuur toont het verloop van het inwonertal (bron: INSEE-tellingen).

## Toerisme
- Oude romaanse kerk: Sant Marti de Cortsaví
- Les Gorges de la Fou, geologisch erfgoed